# 3917 Franz Schubert
3917 Franz Schubert è un asteroide della fascia principale. Scoperto nel 1961, presenta un'orbita caratterizzata da un semiasse maggiore pari a 2,3582657 UA e da un'eccentricità di 0,0225630, inclinata di 2,42640° rispetto all'eclittica.